# Paul Barras
Paul François Jean Nicolas, grof od Barrase, (Fox-Amphoux, Provansa, 30. lipnja 1755. — Chaillot, Pariz, 29. siječnja 1829.), bio je francuski vojskovođa i političar.
Tijekom Francuske revolucije bio je član Narodnog konventa i izjasnio se za smrtnu kaznu za svrgnutog kralja Luja XVI. Barras je sudjelovao i kao politički nadglednik tijekom jakobinske vladavine ugušivši u krvi ustanak u Toulonu, na jugu Francuske. Predvodio je također vojsku tijekom Termidorske reakcije protiv Robespierra u Parizu 1794. Kao zapovjednik pariške vojske ugušio je godinu dana kasnije rojalistički ustanak. Kao vođa Direktorija bio je odgovoran za unutarnja i siguronosna pitanja od 1795. do 1799. godine.
Iako je Barras bio prijatelj s mladim Napoleonom Bonaparteom udaljen je iz Konzulata i Prvog Carstva. Primoran je pobjeći u Rim 1813., no dozvoljen mu je povratak tijekom Bourbonske restauracije. 
Sahranjen je na groblju Père-Lachaise u Parizu. Njegovi memorari objavljeni su 1895. – 1896.